# Demonax robustus
Demonax robustus är en skalbaggsart som beskrevs av Aurivillius 1928. Demonax robustus ingår i släktet Demonax och familjen långhorningar.
Artens utbredningsområde är Filippinerna. Inga underarter finns listade i Catalogue of Life.